# Pietrastornina
Pietrastornina (A Prèta in campano) è un comune italiano di 1 425 abitanti della provincia di Avellino in Campania.

## Storia
L’originario nucleo abitato di Pietrastornina ha una datazione alto medioevale, il "castellum"  di "Petra Sturmina"  è citato quale limite territoriale della grande corte di "Monte Virgine", donata al monastero femminile di S. Sofia di Benevento dal principe longobardo Arechi II nel novembre del 774.
L’abitato del paese si è formato in un lungo arco temporale, e deve il suo nome proprio al nominato “plesco” del diploma arechiano, ovvero a quella guglia rocciosa fortificata intorno alla quale si costituì l’abitato primigenio. Il termine medioevale "sturminare", sta per: proicere, allontanare o respingere da cui "Petrasturminea", in pratica “la pietra che difende” volgarizzatosi poi nell'attuale Pietrastornina.
Pietrastornina è un paese della fascia pedemontana del Partenio, massiccio montuoso che si erge al centro della Regione Campania. La cima più alta del Partenio è l’Acerone di Avella 1.598,00 m.
L’altimetria di Pietrastornina, raggiunge i 1.483 m di Toppa Riviezzo (caratterizzata dalla presenza di una vecchia Torre di telecomunicazioni, oggi in disuso).  Le quote più pianeggianti, sono nella Frazione Starza al confine con Altavilla Irpina, poco più di 200 m s.l.m.
I paesi confinanti, sono quelli che hanno limiti montani in comune con Pietrastornina: Summonte, Sant’Angelo a Scala e Pannarano. Altri comuni condividono confini di valle, (oltre a Sant’Angelo a Scala e Pannarano già elencati) troviamo, Altavilla Irpina, Roccabascerana e Arpaise.
Il territorio comunale di Pietrastornina è posto lungo il confine provinciale, tra le due province interne della Campania, Avellino e Benevento. Infatti due degli abitati confinanti, Pannarano e Arpaise, ricadono nella provincia beneventana.
La posizione territoriale del comune trova pieno riscontro storico nella sua origine di abitato. Costituitosi in un lungo arco temporale, a partire da quel fenomeno insediativo, alto medievale, detto dell’abbandono dei siti di fondovalle. Quando le rade popolazioni interne della penisola iniziarono la risalita verso i crinali collinari, abbandonando le vie di comunicazioni romane, preferendovi posti più facilmente difendibili. La genesi urbana di Pietrastornina sta quindi proprio nel suo toponimo, noto nelle fonti documentarie a partire dal 774 d.c. Quando, al tempo della dominazione longobarda della città di Benevento, l’interna capitale del ducato, promosse la diffusione di abitati incastellati, che potessero fare anche da corona e ridotti difensivi al centro principale.
L’abitato del paese, quello storico di Via Castello si raggruppava, tutto intorno alla grossa roccia emergente. E il nome del paese un tempo era composto: Petra Sturmina (Pietra che difende).
All’interno del minuto abitato, stretto tra la roccia e le acque dell’impetuoso Torrente San Martino, vi sono note almeno due Chiese. Una intitolata a San Bartolomeo e l’altra a San Giovanni Battista.
La roccia incastellata ebbe importanza strategica territoriale almeno fino al 1239, quando per l’ultima volta si trova una menzione documentaria del Castello di Petra Sturmine. Questo, ricompreso infatti nella lista dei cosiddetti “Castelli Salvati”, voluti da Federico II al suo insediarsi nel Regno del Sud. Si trattava di presidi di difesa, detti appunto Castra Exempta, e che dovevano garantire l’ordine e la presenza statale nei territori che ne avrebbero curato anche la loro manutenzione.
Per la generale crisi della popolazione che investì l’Europa intera tra il XIV e il XV secolo, seguita alla peste nera, il piccolo nucleo abitato del paese scompare quasi dalle notazioni storiche di questi due secoli. Con la ripresa demografica del Cinquecento, di Pietrastornina si ritrovano riferimenti storico documentari soprattutto per il diffondersi e l’organizzarsi di una rinascente attività religiosa. Ne è testimonianza importante la fondazione monastica di Santa Maria delle Grazie, ad opera dei Benedettini di Montevergine. La chiesa sorse fuori e a monte della cerchia di costruito di Via Castello. Molto probabilmente il corpo della chiesa (in seguito meglio nota in paese come Chiesa del Rosario) fu solo innalzato su una precedente e più antica costruzione religiosa, che le fonti storiche addirittura datano alla fine del XIII secolo.
La chiesa dei Verginiani, con la sua presenza, era organizzata a “grancia”, in pratica una fattoria-convento. Fedele a quella regola benedettina, sempre viva dell’Ora et labora. E forse per questo motivo il piccolo polo monastico finì per attirare attività di crescita urbana a monte del nucleo rupestre. Che al contempo si era ampliato diramandosi con l’addizione di costruito verso del “Rione”.
Alla fine del seicento il paese di Pietrastornina, doveva presentarsi con un allargato e continuo circuito policentrico, edificatosi intorno al sito roccioso del castello (in quegli anni già in abbandono).
Facevano da corona al nucleo della rupe, le cosiddette “Contrade a monte”: l’Isca, la Piazza, la Faenzera, l’Airella, il Pianiello e il Monte di dio. Cui si univano quelle “più vicine alla Terra”, i “Forti”, e il “Pascone”. E poi i Casali, sparuti e spersi nuclei di case, tenuti sui terreni di coltivo, per il sostentamento di un autarchico sopravvivere. Abitati  sparsi nel contado di valle, da Est a Ovest: da “De Strada” ai “Fazi” e poi i: “Rossi”, i “Sacconi”, la “Verzara e Grastiello”; quindi il Casale detto Jardino, dove fin dalla metà del Settecento i “naturali” si organizzarono una loro parrocchia, quella detta poi di “Cappella”. Tra le frazioni più lontane, ma raggiungibili da un reticolo di scomodi sentieri in terra battuta e pochi tratti selciati le frazioni di: “Furago o Furmo”; Ragucci e Antonelli, e poi Sellitti e Ciardelli. Con la caratteristica che gli abitanti mutuavano il cognome dal luogo di abitazione o viceversa.
L’abitato a monte di Pietrastornina, nella fattispecie la Piazza con la fontana e la chiesa convento dei Verginiani, fu scelta quale sito per la costruzione della dimora del primo feudatario dimorante in paese. I pagano, Ugone e Cesare che nel 1614 vollero il loro palazzo baronale (meglio noto da mezzo secolo come palazzo Ronconi) posto fuori dal nucleo della Rupe, ma con il portale in asse e direzione proprio di Via Castello.
Dalla fine del Seicento il nucleo della Rupe perse la sua centralità, e ne è prova che nel 1696 venne demolita l’antica Chiesa di San Giovanni e Bartolomeo; edificandosene una nuova al di la del torrente San Martino, oltre quel Pontile che metteva in comunicazione l’interno nucleo rupestre con il paese che si ampliava verso i percorsi da e per il contado di valle e verso quelli di legnatico a monte. Venne così edificata la Chiesa con l’annesso Ospedale di San Rocco, cui si accorparono anche i titoli di San Giovanni e Bartolomeo.
Nei prima anni del Settecento, il nucleo di Via Castello e il Rione, perse anche la presenza della Chiesa Arcipretale di Santa Maria de Iuso (praticamente Santa Maria di sotto). La causa fu una frana o una probabile esondazione del vicino e sottostante Torrente San Martino.
La struttura urbana del paese sarebbe quindi diventata quella giunta pressoché immutata fino agli anni della ricostruzione post-terremoto del 1980.
Nel XVIII secolo, di importante rilievo fu la costruzione della nuova chiesa Madre, quella consacrata nel 1762 e intitolata alla Santissima Annunziata. Un buon esempio di architettura tardo barocca, unica soprattutto per la pregevole macchina scenografica interna. Costruzione basata sulla realizzazione di un progetto unitario, e non piuttosto ottenuta per successivi adattamenti e ampliamenti come si vede in altre fabbriche religiose dei paesi vicini. A testimonianza se vogliamo di un paese che si sposta, si amplia e abbandona il suo costruito originario.  E infatti nel 1836, l’amministrazione civica di allora decise la demolizione di quello che restava dell’erta roccaforte rupestre da cui il paese prendeva il nome e la sua genesi urbana.
Sempre nella prima metà del XIX secolo, per gli effetti dei postumi legislativi del decennio francese, Pietrastornina si dotò di una nuova area cimiteriale. Che avvicendava, l’insufficiente e poi abbandonato “cemeterio” di santa Maria de Iuso. E l’utilizzo non proprio ben regolamentato delle sepolture al di sotto delle tre chiese officianti in paese, le predette: Santa Maria delle Grazie, San Rocco e della Santissima Annunziata. Il primo cimitero (detto poi vecchio) fu realizzato a monte della collina dell’Isca, sfruttando da principio, proprio quella stretta strada dell’Isca come via di accesso per i cortei funebri. Condizione d’uso poco gradita ai residenti che pretesero la realizzazione di una nuova e dedicata strada per il cimitero, quella traversa di Via Torre, che dipartendosi dalla costruenda strada rotabile del Partenio, avrebbe così in seguito dato ancora maggiore direzionalità e conformazione di villaggio strada. Così come venne a configurarsi Pietrastornina dalla seconda metà dell’Ottocento in poi.
La struttura urbana del paese mutò definitivamente nel secondo dopoguerra, per arrivare a grosso modo come la vediamo oggi.
In Piazza Vittorio veneto si trova il Monumento ai Caduti, edificato nella prima metà degli anni venti del Novecento.
I cosiddetti  anni della “modernizzazione” portarono, alla  costruzione dei diversi insediamenti di case di edilizia popolare. Interventi che dovevano sopperire all’emergenze abitative per gli sgomberi delle case di Via Castello. Modalità molto invasive per un territorio e un costruito dal fragile equilibrio costruttivo. Privo di architetture in senso lato, ma dotato di quella compostezza di edificato costituitasi lentamente e lungamente per gradi. In quegli stessi anni il paese ebbe: la nuova e grossa fabbrica della scuola comunale e il nuovo cimitero posto lungo la strada carrozzabile.

## Società

### Evoluzione demografica
Abitanti censiti

## Amministrazione

### Altre informazioni amministrative
Il comune fa parte della Comunità montana Partenio - Vallo di Lauro.
Il territorio del comune di Pietrastornina è in gran parte compreso all'interno del Parco Regionale del Partenio.

## Sport
Pietrastornina ha il suo campo di calcio comunale in Via Sott'arco, un impianto polifunzionale alla località Starza e la locale palestra comunale in Via Alcide De Gasperi.

## Galleria d'immagini

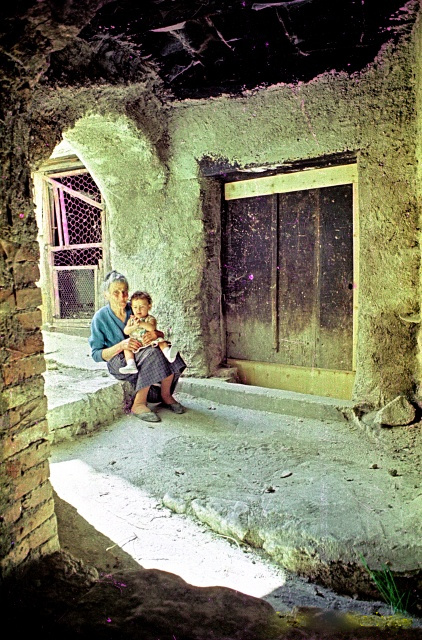
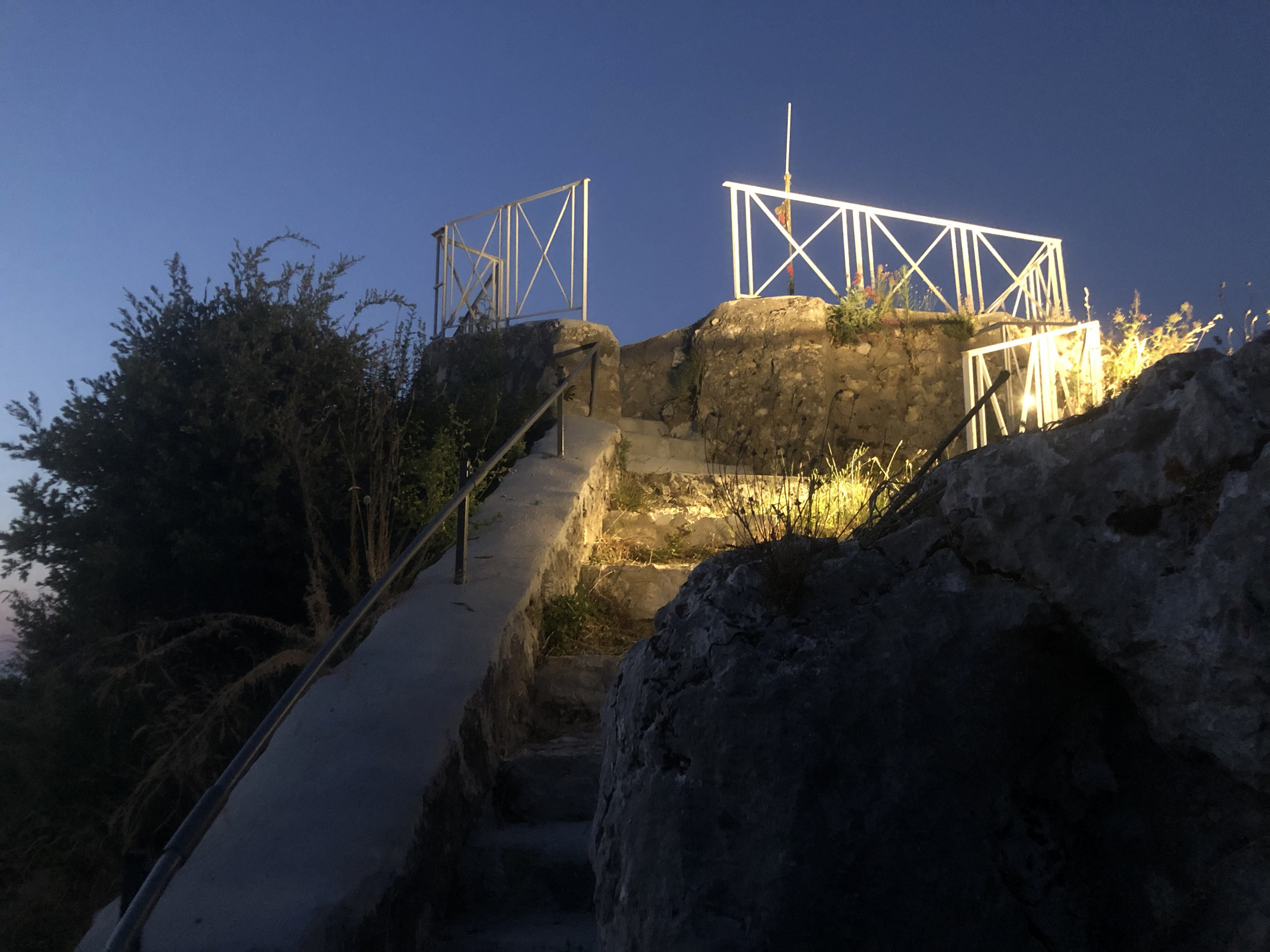
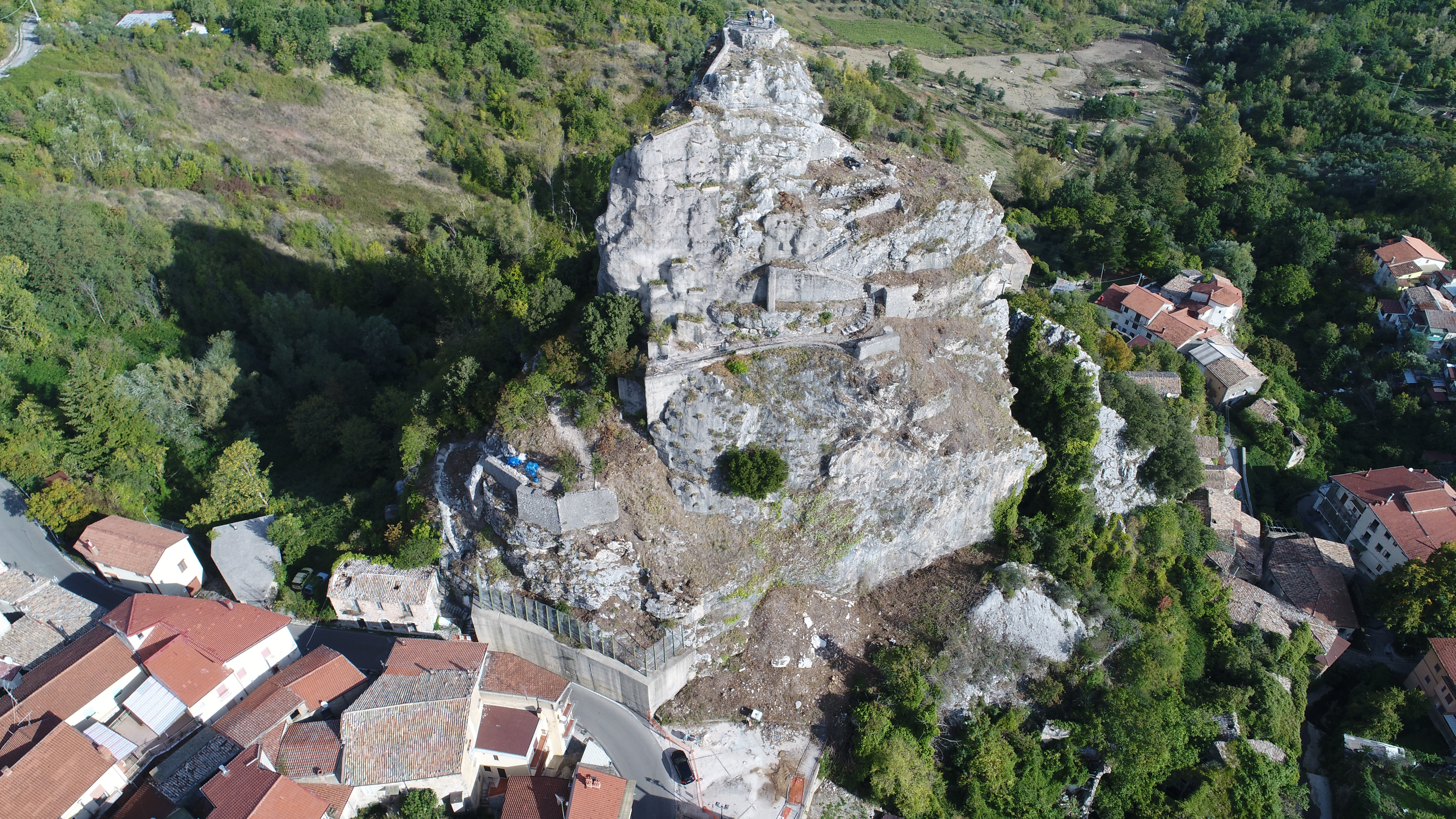
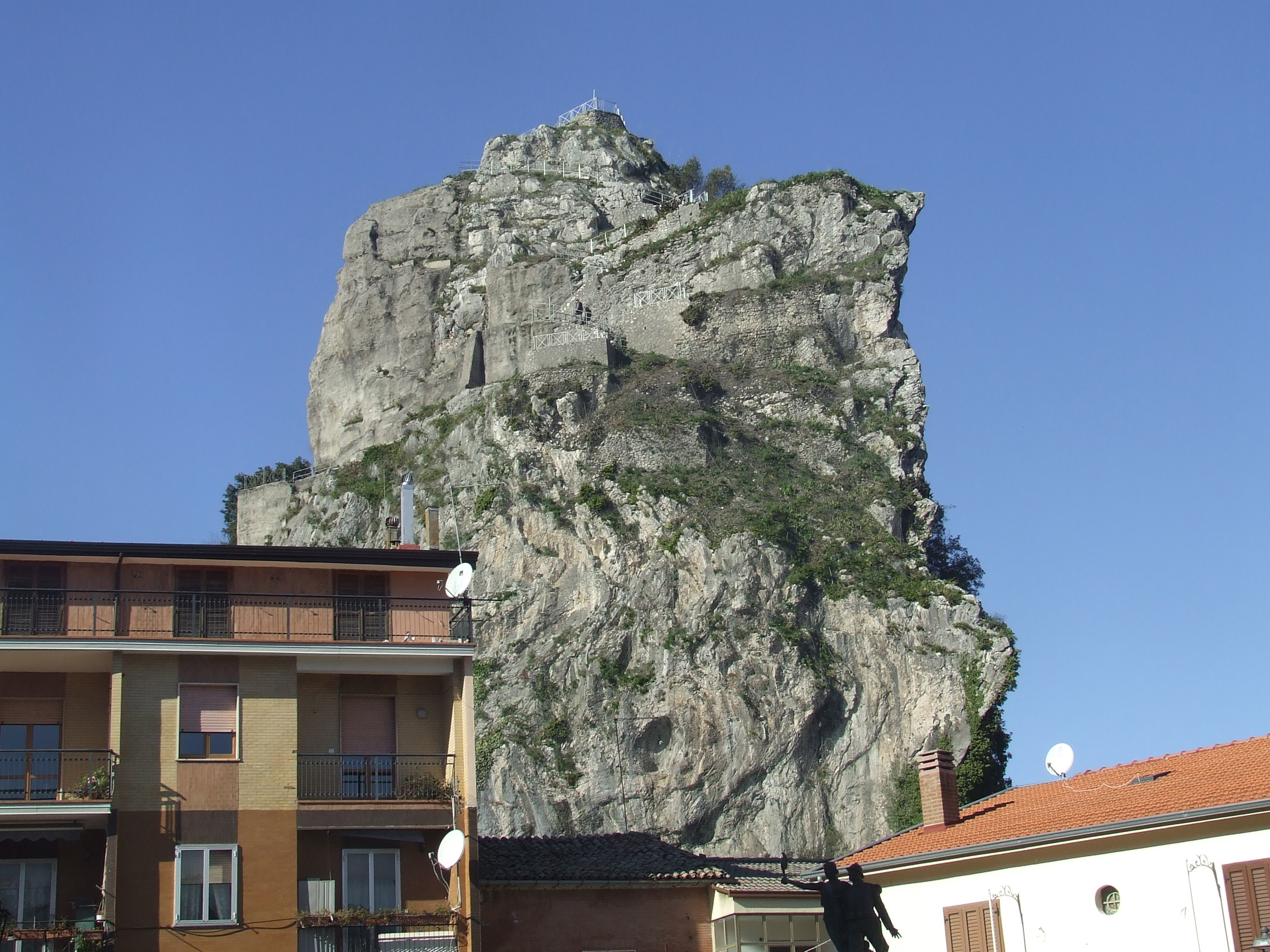
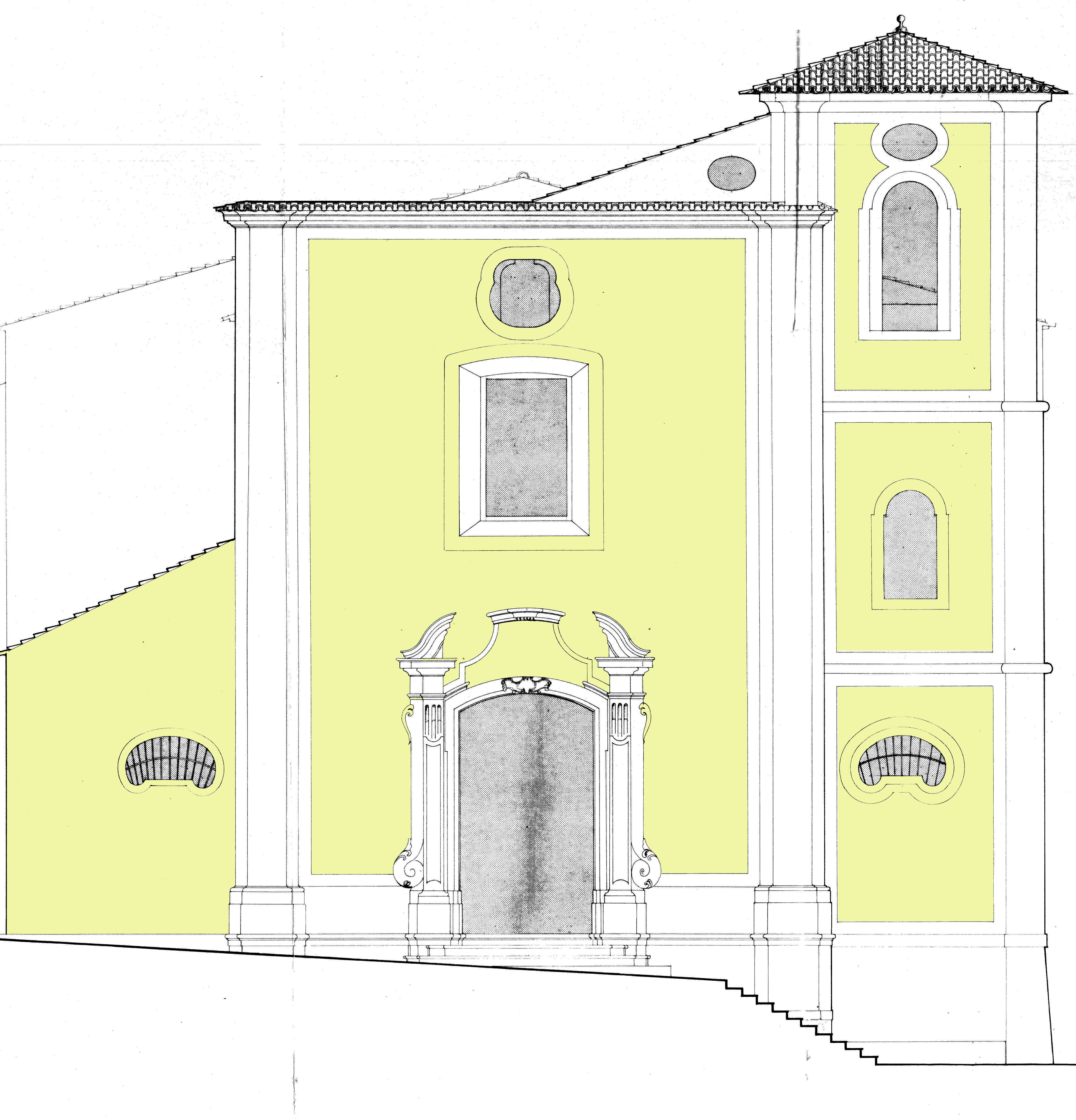
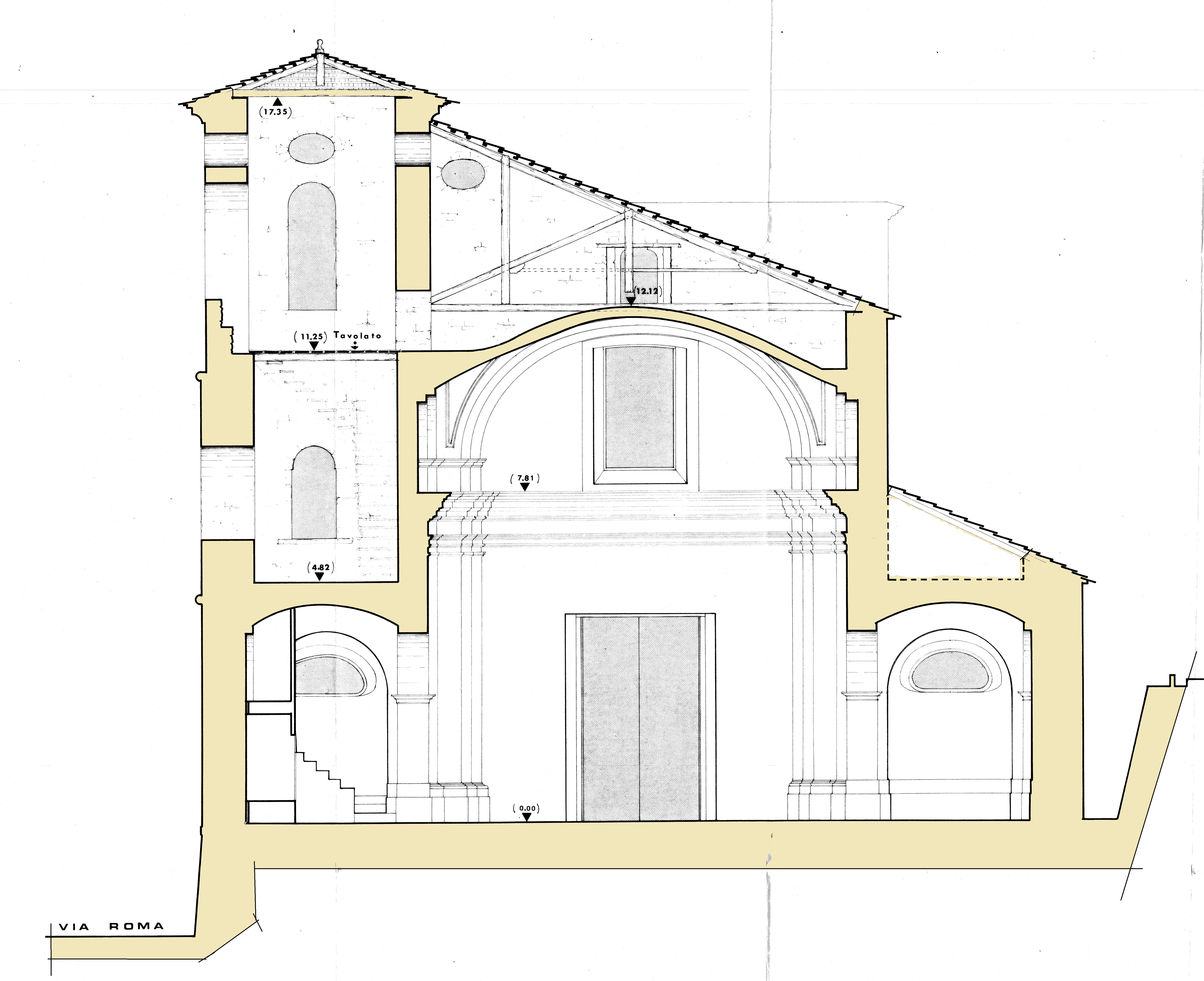
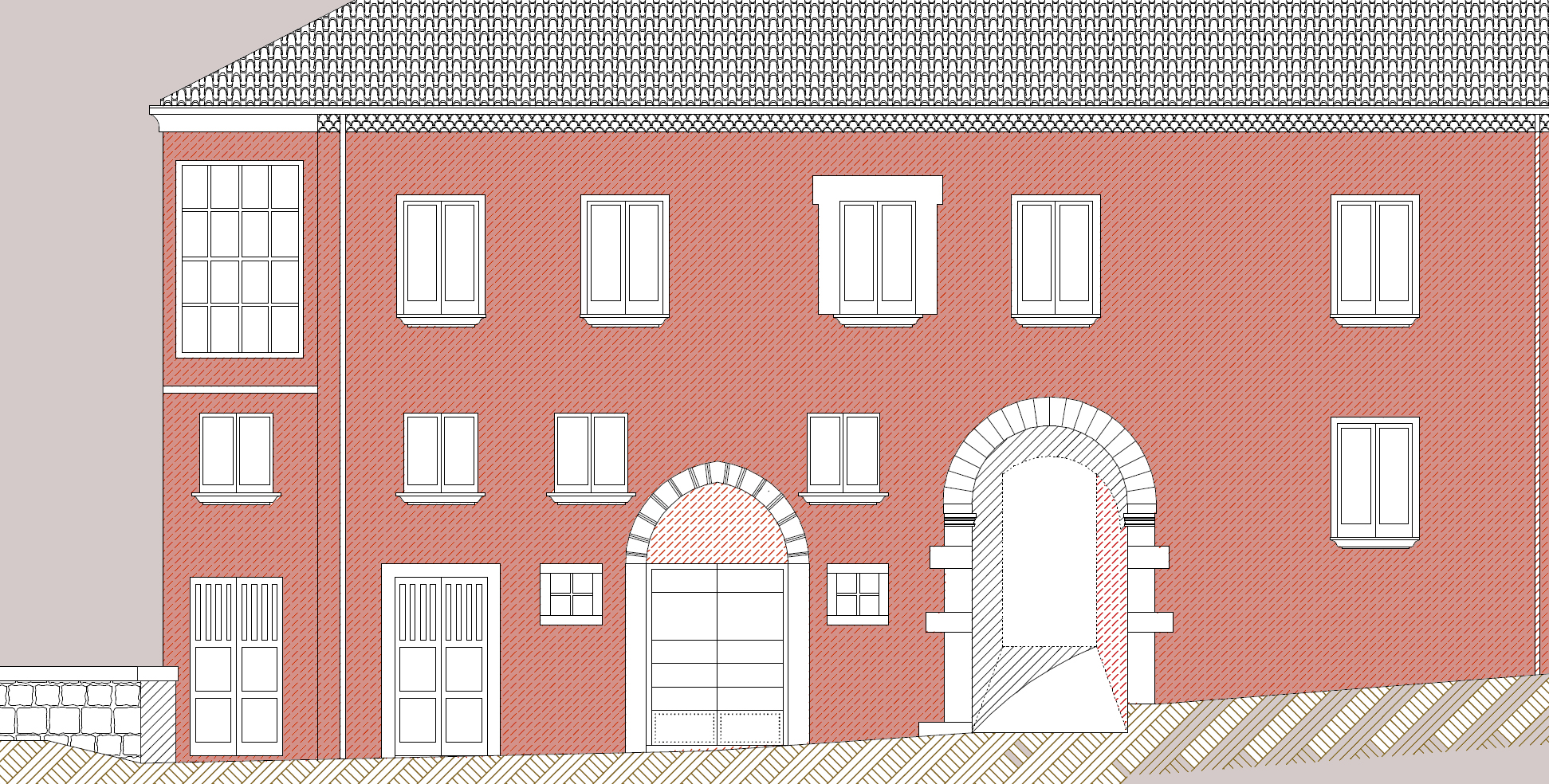
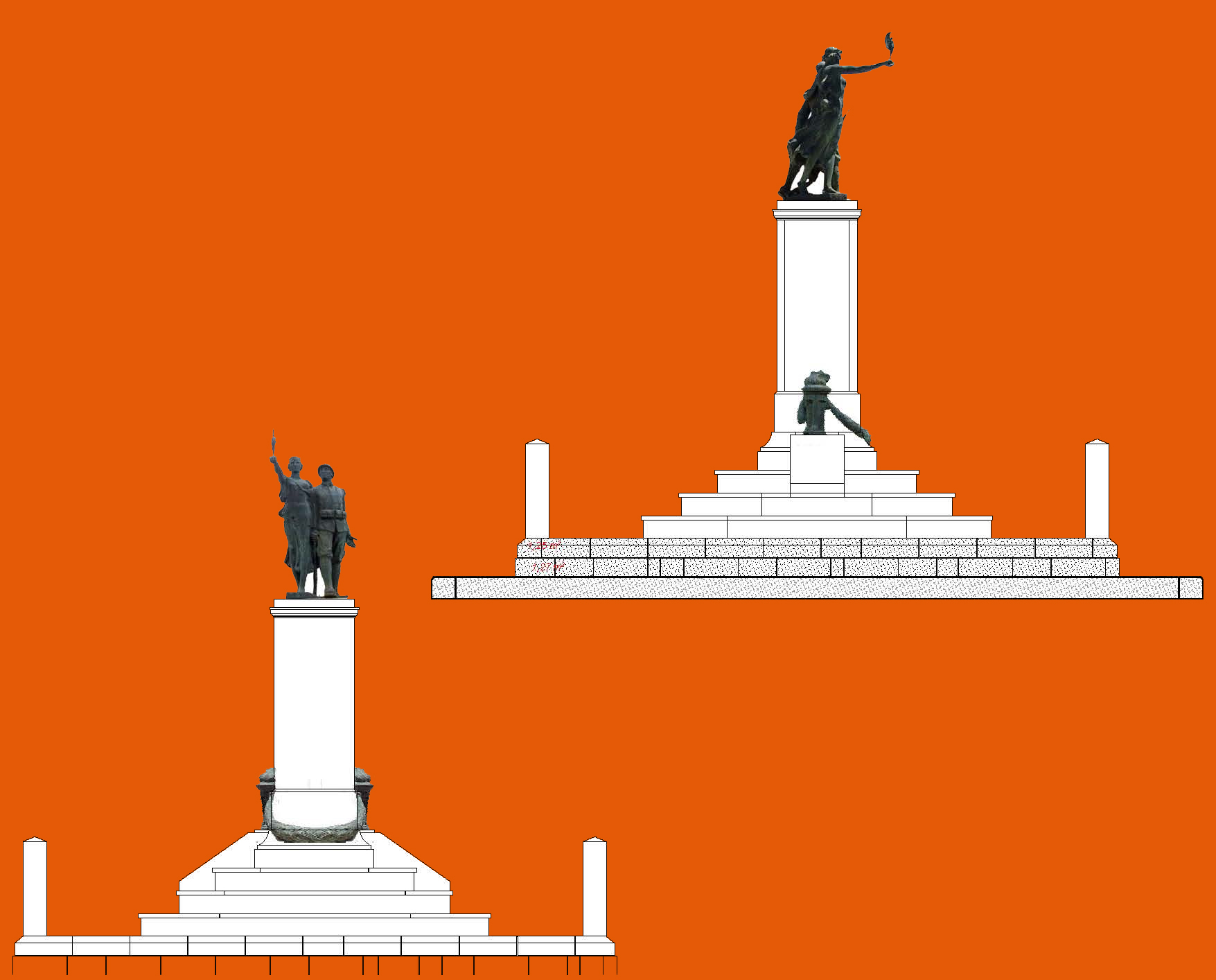